# Dean Kamen
Dean Lawrence Kamen (Rockville Centre, 5 de abril de 1951) é um empreendedor e inventor norte-americano.
Nascido em Rockville Centre, Nova Iorque, Kamen é o fundador da DEKA Research & Development Corporation, uma empresa de engenharia que ficou famosa mundialmente pelas suas invenções inovadoras, como o Segway Human Transporter (uma espécie de patinete motorizado que responde a inclinações do corpo do usuário) e o iBOT Mobility System, feito para auxiliar a locomoção de deficientes físicos. Foi também o idealizador do FIRST, uma organização feita com o intuito de incentivar os jovens a se interessarem por ciência e tecnologia.

## Carreira

### Invenções

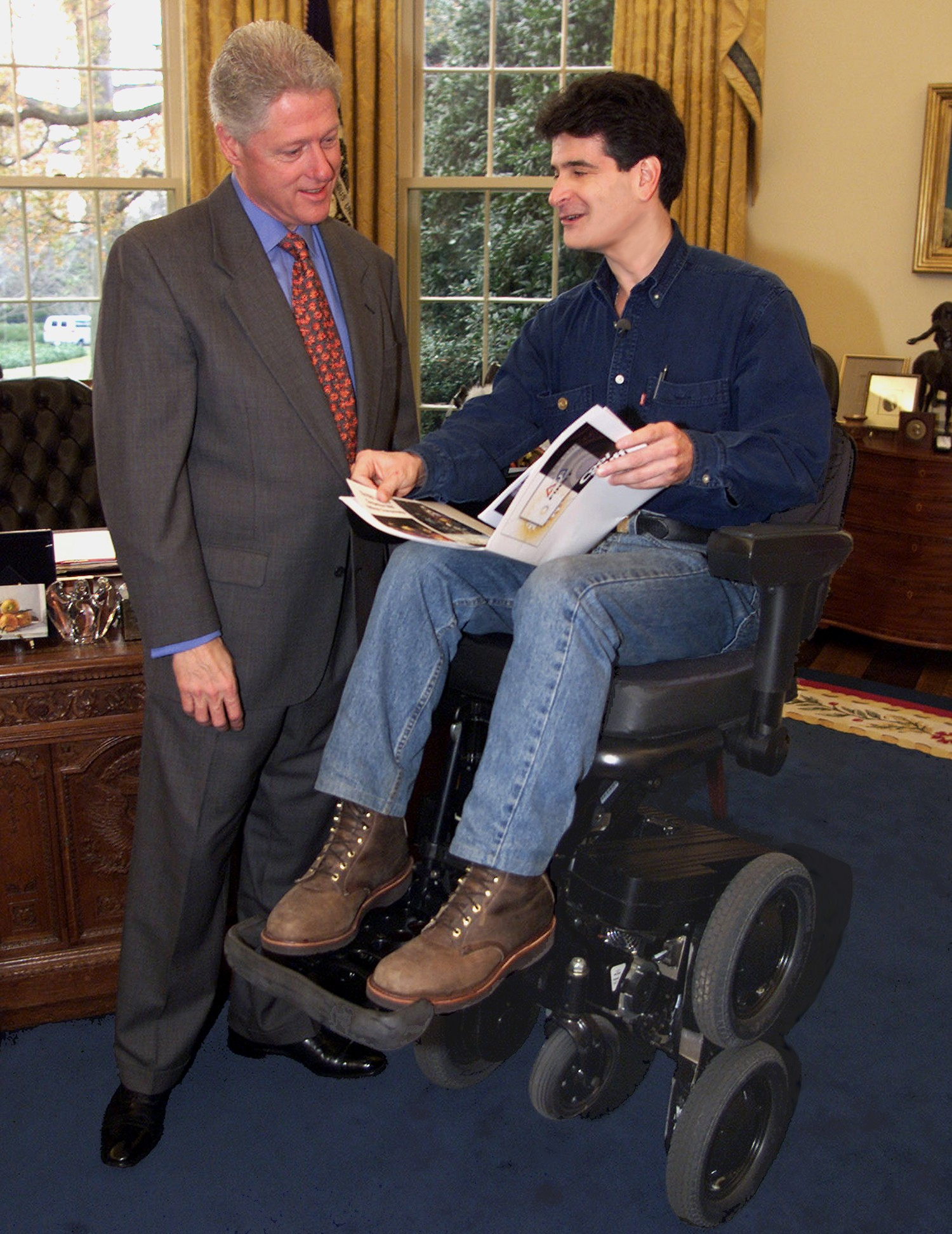
Dean Kamen ao lado do então presidente dos Estados Unidos, Bill Clinton, em uma de suas invenções conhecida como iBOT

Kamen tornou-se conhecido pelo público provavelmente a partir da publicidade em torno do produto que acabou por torná-lo famoso, o Segway HT, um meio de transporte de duas rodas que funciona a partir do equilíbrio do indivíduo que o utiliza. Esta invenção possui um giroscópio que permite ao utilizador ter um maior equilíbrio e faz com que o Segway pare em pé.
Há cerca de 440 patentes registradas sob seu nome, desde os 30 anos que trabalha como inventor.
Durante sua carreira, Kamen recebeu inúmeros prêmios. Ele foi eleito para a Academia Nacional de Engenharia em 1997 devido a seus esforços para dispositivos biomédicos e por popularizar a engenharia entre estudantes do ensino médio. Em 2000, foi-lhe atribuída a Medalha Nacional de Tecnologia E.U. pelo Presidente Bill Clinton. Em Abril de 2002, Kamen foi galardoado com o Prémio de Lemelson-MIT inventores pela sua invenção da Segway e de uma bomba de infusão para diabéticos. Em 2005, foi para o Nacional inducted Inventores Hall of Fame pela sua invenção da AutoSyringe. Em 2006, Kamen foi premiado com o Prêmio Global da Ação Humanitária das Nações Unidas. Kamen recebeu uma menção honrosa como Doutor em Engenharia na Kettering University, em 2001, bem como da Wentworth Institute of Technology, em 2004. E outra em 2007 de doutor honorário na Bates College.

### FIRST

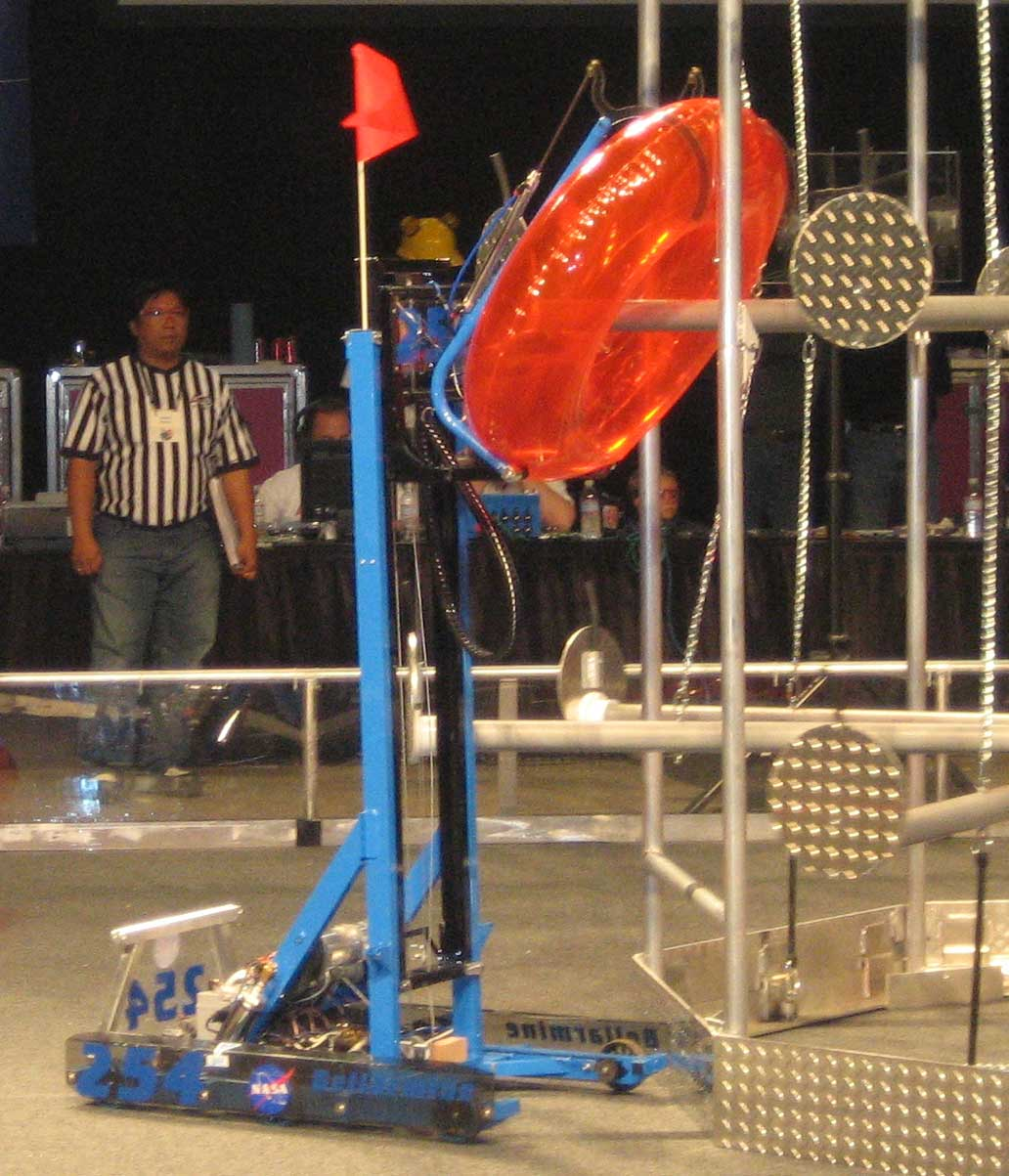
Um robô de 2007 da FIRST

É uma organização sem fins lucrativos criada pelo americano Dean Kamen em 1989 com o intuito de estimular nos estudantes o interesse por ciência e tecnologia, através de programas reconhecidamente inovadores. Um dos primeiros passos do FIRST foi a organização do FIRST Robotics Competition, também chamado de FRC, uma competição de robótica envolvendo escolas do ensino médio. O primeiro FRC foi organizado em 1992. As competições acontecem em todo mundo nas chamadas Regionais, que são classificatórias para um evento final, realizado nos Estados Unidos. Atualmente existem competições acontecendo nos Estados Unidos, no Canadá, Israel e no Brasil.